# سوپرجام فوتبال ایتالیا ۲۰۰۱
سوپر جام فوتبال ایتالیا ۲۰۰۱ (انگلیسی: 2001 Supercoppa Italiana) چهاردهمین دورهٔ مسابقهٔ سوپر جام فوتبال ایتالیا بود که بین قهرمان سری آ و قهرمان جام حذفی فوتبال ایتالیا برگزار شد.
این دیدار در تاریخ ۱۹ اوت ۲۰۰۱ برگزار شد و آ. اس. رم به مقام قهرمانی دست یافت.

## تیم‌ها
- آ. اس. رم: قهرمان سری آ فصل ۰۱-۲۰۰۰
- فیورنتینا: قهرمان جام حذفی ایتالیا فصل ۰۱-۲۰۰۰